# Птолемеј VI Филометор
Птолемеј VI Филометор (грч. Πτολεμαῖος Φιλομήτωρ, око 186—145. године п. н. е.) био је краљ хеленистичког Египта из династије Птолемејида. Владао је од 180. до 145. године п. н. е.
Престо је наследио као дечак 180. године п. н. е. тако да је у почетку владао заједно са својом мајком Клеопатром I. После мајчине смрти 176. године наредне, 175. године пре н. е, у складу са староегипатским обичајима, оженио се сестром Клеопатром II.
Селеукидски краљ Антиох IV Епифан је 170. године п. н. е. напао Египат чиме је започет Шести сиријски рат. Антиох IV се 168. чак крунисао за краља Египта, али се Птолемеј обратио за заштиту Римљанима. По наређењу римског сената Антиох је морао да се повуче из Египта.
Између 169. и 164. Египтом је управљао владарски колегијум који су чинили Птолемеј Филометор, његова сестра Клеопатра II и брат Птолемеј VIII Фискон. Птолемеј Фискон је 164. збацио и протерао свог брата. Птолемеј VI је потражио уточиште у Риму где га је примио Катон Старији. Већ 163. Птолемеј Филометор је враћен на престо уз подршку становника Александрије. Остатак владавине провео је у сталном гушењу побуна и завера.
Током 152. Птолемеј Филометор је произвео једног од својих синова, Птолемеја Еупатора, у савладара. Међутим, Птолемеј Еупатор је преминуо исте те године.